# Жуковский, Леонид Григорьевич
Леони́д Григо́рьевич Жуко́вский (17 января 1904, Сабунчи, Бакинская губерния — 27 апреля 1972) — советский геолог, один из первооткрывателей Газлинского газового месторождения, лауреат Ленинской премии (1960).

## Биография
Родился 4 (17) января 1904 года в посёлке Сабунчи.
С 1921 года работал в различных геологических организациях нефтяной промышленности.
В 1938 году окончил геологоразведочное отделение Азербайджанского индустриального института.
С 1941 по 1946 год служил в рядах Советской армии, участник войны.
С 1960 года — начальник отдела нефти и газа Министерства геологии Узбекской ССР.
Умер 27 апреля 1972 года.

## Научная деятельность
Научные исследования Жуковского посвящены геологии Среднеазиатской нефтегазоносной провинции. С его участием открыты Бухаро-Хивинская нефтегазоносная область и в её пределах уникальное Газлинское газонефтяное месторождение. В результате изучения геологического строения Узбекистана и Северной Туркмении Жуковский определил основные направления дальнейших поисково-разведочных работ в области нефти и газа, давших положительные результаты.

## Звания и награды
Лауреат Ленинской премии 1960 года — за открытие и разведку крупнейшего в СССР Газлинского месторождения природного газа. Награждён двумя орденами Красного Знамени, орденами Отечественной войны I и II степеней, двумя орденами Трудового Красного Знамени, орденом Красной Звезды и 7 медалями.

## Сочинения
- Газлинское газонефтяное месторождение / Г. Х. Дикенштейн, Л. Г. Жуковский, М. И. Зайдельсон и др. — М.: Гостоптехиздат, 1959. — 46 с.